# Ninilchik
Ninilchik és una concentració de població designada pel cens dels Estats Units a l'estat d'Alaska. Segons el cens del 2000 tenia 772 habitants.

## Demografia
Segons el cens del 2000, Ninilchik tenia 772 habitants, 320 habitatges, i 223 famílies La densitat de població era d'1,4 habitants/km².
Dels 320 habitatges en un 29,4% hi vivien nens de menys de 18 anys, en un 59,4% hi vivien parelles casades, en un 6,9% dones solteres, i en un 30,3% no eren unitats familiars. En el 23,1% dels habitatges hi vivien persones soles el 7,8% de les quals corresponia a persones de 65 anys o més que vivien soles. El nombre mitjà de persones vivint en cada habitatge era de 2,41 i el nombre mitjà de persones que vivien en cada família era de 2,87.
Per edats la població es repartia de la següent manera: un 24,1% tenia menys de 18 anys, un 5,4% entre 18 i 24, un 26,3% entre 25 i 44, un 29,5% de 45 a 60 i un 14,6% 65 anys o més.
L'edat mediana era de 42 anys. Per cada 100 dones hi havia 110,4 homes. Per cada 100 dones de 18 o més anys hi havia 114,7 homes.
La renda mediana per habitatge era de 36.250 $ i la renda mediana per família de 41.750 $. Els homes tenien una renda mediana de 29.861 $ mentre que les dones 22.750 $. La renda per capita de la població era de 18.463 $. Aproximadament el 10,4% de les famílies i el 13,9% de la població estaven per davall del llindar de pobresa.

## Poblacions properes
El següent diagrama mostra les poblacions més properes.